# Saurauia fraseri
Saurauia fraseri är en tvåhjärtbladig växtart som beskrevs av Ridley. Saurauia fraseri ingår i släktet Saurauia och familjen Actinidiaceae. Inga underarter finns listade i Catalogue of Life.